# Tumut River
Der Tumut River ist ein Fluss im australischen Bundesstaat  New South Wales.

## Flusslauf
Er entspringt an den Nordhängen des Mount Jagungal in den Snowy Mountains im Südosten von New South Wales. Der Fluss fließt etwa 145 Kilometer, bevor er in den Murrumbidgee River bei Darbalara unweit der Stadt Gundagai mündet. Der Fluss ist Bestandteil des Snowy-Mountains-Systems. Dieser Fluss nimmt auch das Wasser des Tooma River und des Lake Eucumbene auf. Zwischen den Orten Cabramurra und Tumut befinden sich fünf Staudämme und vier Wasserkraftwerke, darunter die drei Tumut-Wasserkraftwerke, der Blowering Dam und die Talbingo-Talsperre.
Auf dem Tumut River findet Wassersport wie Kanufahren und Forellenfischen statt.

## Ökologie
Der Tumut River wurde hinsichtlich der ökologischen Auswirkungen durch den Bau des Snowy-Mountains-Systems untersucht. Es wurde festgestellt, dass es eine starke Zunahme der Ufererosion gibt, wobei etwa zwei Hektar Land je Kilometer Fluss verloren gingen. Die Wasserversorgung entlang des Flusses und die frühere Wasserqualität haben Schaden genommen. Durch die tiefen Wassertemperaturen im Blowing Dam ist der natürliche Fischbestand eliminiert worden und infolge des starken Wechsels im Wasserstand ging einheimische Flora und Fauna verloren.